# 뉘크바른시

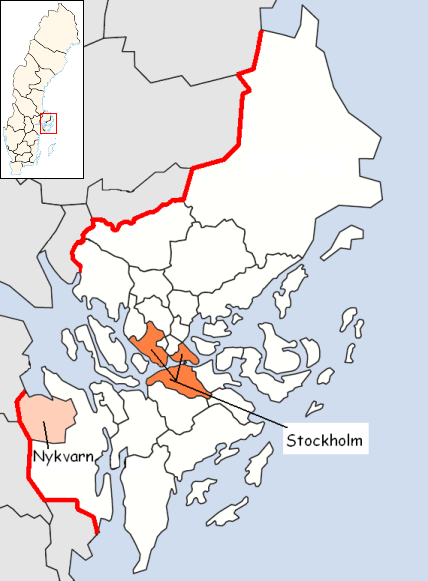
뉘크바른 시의 위치

뉘크바른시(스웨덴어: Nykvarns kommun)는 스웨덴 스톡홀름주에 위치한 지방 자치체로 행정 중심지는 뉘크바른이며 면적은 176.99km2, 인구는 10,424명(2016년 12월 31일 기준), 인구 밀도는 59명/km2이다.

시 문장